# جیجاق لاجوردی
جیجاق لاجوردی (نام علمی: Cyanocorax caeruleus) نام یک گونه از سرده جیجاق‌های کاکلی است.